# Lietuvos Moterų Krepšinio Lyga
Lietuvos Moterų Krepšinio Lyga (LMKL) – litewska zawodowa liga koszykówki kobiet najwyższej klasy rozgrywkowej, powstała w 2002, wcześniej rywalizację o mistrzostwo Litwy rozgrywano w lidze niekomercyjnej, funkcjonującej pod innymi nazwami.

## Drużyny w sezonie 2018/2019
- Hoptrans-Sirenos Kowno
- Sūduva Mariampol
- Kibirkštis Wilno
- Fortūna
- Aistės-LSU
- Vilkmergė
- Uniwersytet Szawle

## Mistrzynie Litwy
- 1989-90 Kibirkštis Wilno
- 1990-91 Kibirkštis Wilno
- 1991-92 Kibirkštis Wilno
- 1992-93 Kibirkštis Wilno
- 1993-94 LKKI Viktorija Kaunas
- 1994-95 Lietuvos telekomas Wilno
- 1995-96 Lietuvos telekomas Wilno
- 1996-97 Laisvė Kowno
- 1997-98 Laisvė Kowno
- 1998-99 Laisvė Kowno
- 1999-00 Lietuvos telekomas Wilno
- 2000-01 Lietuvos telekomas Wilno
- 2001-02 Lietuvos telekomas Wilno
- 2002-03 Lietuvos telekomas Wilno
- 2003-04 Lietuvos telekomas Wilno
- 2004-05 Lietuvos telekomas Wilno
- 2005-06 Lietuvos telekomas Wilno
- 2006-07 TEO Wilno (poprzednio Lietuvos telekomas)
- 2007-08 TEO Wilno
- 2008-09 TEO Wilno
- 2009-10 TEO Wilno
- 2010-11 VIČI-Aistės Kowno (poprzednio TEO Wilno)
- 2011-12 VIČI-Aistės Kowno
- 2012-13 Kibirkštis-VIČI Wilno
- 2013-14 Kibirkštis-VIČI Wilno
- 2014-15 BC Utena
- 2015-16 Hoptrans Sirenos Kowno
- 2016-17 BC Sudūva Mariampol
- 2017-18 Hoptrans Sirenos Kowno

## Final Four
| Sezon   | Mistrz                   | Wicemistrz             | Bilans                  | Brąz         | 4. miejsce       | Bilans                   | MVP Finałów       |
| ------- | ------------------------ | ---------------------- | ----------------------- | ------------ | ---------------- | ------------------------ | ----------------- |
| 2002-03 | Lietuvos telekomas Wilno |                        |                         |              |                  |                          |                   |
| 2003-04 | Lietuvos telekomas Wilno |                        |                         |              |                  |                          |                   |
| 2004-05 | Lietuvos telekomas Wilno |                        |                         |              |                  |                          |                   |
| 2005-06 | Lietuvos telekomas Wilno | Arvi Marijampole       | 3–0 88–74, 82–57, 75–63 | Laisve Kowno | LKKA-Kowno       | 3–0 68–57, 100–58, 75–70 |                   |
| 2006-07 | TEO Wilno                | Laisve Kowno           | 3–0 x, x, 78–63         |              |                  |                          |                   |
| 2007-08 | TEO Wilno                |                        |                         |              |                  |                          |                   |
| 2008-09 | TEO Wilno                | Arvi Mariampol         | 3–0 x, x, 63–58         |              |                  |                          | Crystal Langhorne |
| 2009-10 | TEO Wilno                | Cesis                  | 3–0 x, x, 72–46         |              |                  |                          |                   |
| 2010-11 | VIČI-Aistės Kowno        | Lemminkainen Kłajpeda  | 3–0 x, x, 96–65         |              |                  |                          |                   |
| 2011-12 | VIČI-Aistės Kowno        | Kibirkštis-Tiche       | 3–2 x, x, x, x, 94–65   |              |                  |                          |                   |
| 2012-13 | Kibirkštis-VIČI Wilno    | Sirenos Kowno          | 3–0 x, x, 80–57         |              |                  |                          |                   |
| 2013-14 | Kibirkštis-VIČI Wilno    | Sudūva Mariampol       | 3–0 x, x, 72–66         |              |                  |                          |                   |
| 2014-15 | BC Utena                 | Sudūva Mariampol       | 3–0 x, x, 77–60         | Fortūna      | Aistės-LSU       | 3–0 x, x, 56-47          |                   |
| 2015-16 | Hoptran Sirenos Kowno    | Sudūva Mariampol       | 3–0 x, x, 58–39         |              |                  |                          |                   |
| 2016-17 | BC Sudūva Mariampol      | Hoptrans Sirenos Kowno | 3–2 x, x, x, x, 70–54   |              |                  |                          |                   |
| 2017-18 | Hoptrans Sirenos Kowno   | Kibirkštis Wilno       | 3–1 x, x, x, 73–72      | Fortūna      | Sudūva Mariampol | 3–2 x, x, x, x, 66–60    |                   |